# 城東中央
城東中央（じょうとうちゅうおう）は、青森県弘前市の地名。郵便番号は036-8093。

## 地理
北は城東北、東は末広、南は外崎、西は表町に接する。

## 歴史

### 沿革
- 1973年（昭和48年） - 和徳・外崎・高田・高崎の一部から分離、城東中央一～四丁目になる。
- 1975年（昭和50年） - 城東中央一～五丁目になる。

### 地名の由来
城東地区の中央に位置することから。

## 世帯数と人口
2017年（平成29年）6月1日現在の世帯数と人口は以下の通りである。
| 丁目           | 世帯数    | 人口    |
| -------------- | --------- | ------- |
| 城東中央一丁目 | 316世帯   | 608人   |
| 城東中央二丁目 | 193世帯   | 346人   |
| 城東中央三丁目 | 409世帯   | 805人   |
| 城東中央四丁目 | 327世帯   | 624人   |
| 城東中央五丁目 | 128世帯   | 271人   |
| 計             | 1,373世帯 | 2,654人 |

## 施設

### 教育
- 弘前市立東小学校

### 医療
- 下田クリニック
- 城東歯科
- 第一ファミリー歯科
- 第一歯科クリニック
- 鳴海デンタルクリニック
- 笹村歯科医院
- 東奥歯科

### 福祉
- 社会福祉法人桃仁会

### 金融
- 青い森信用金庫城東支店

### 商業
- さとちょう城東店
- ホワイト急便城東中央一丁目店
- ファミリーマート弘前城東中央店
- ローソン弘前城東中央店

### 宿泊
- ホテルルートイン弘前城東

## 小・中学校の学区
市立小・中学校に通う場合、学区は以下の通りとなる。
| 町丁           | 番・番地 | 小学校           | 中学校           |
| -------------- | -------- | ---------------- | ---------------- |
| 城東中央一丁目 | 全域     | 弘前市立東小学校 | 弘前市立東中学校 |
| 城東中央二丁目 | 全域     | 弘前市立東小学校 | 弘前市立東中学校 |
| 城東中央三丁目 | 全域     | 弘前市立東小学校 | 弘前市立東中学校 |
| 城東中央四丁目 | 全域     | 弘前市立東小学校 | 弘前市立東中学校 |
| 城東中央五丁目 | 全域     | 弘前市立東小学校 | 弘前市立東中学校 |

## 交通
- 弘南バス
  - 城東中央五丁目（さくら野弘前店 - 駒越・聖愛高校線）停留所。
    - 冬季ダイヤのみ営業。
- 城東中央三丁目・城東中央四丁目・城東中央二丁目・長四郎公園（城東環状100円バス、川先線・小比内線・福田線）停留所。